# Station Chorzele
Station Chorzele is een spoorwegstation in de Poolse plaats Chorzele.